# Simulium pontinum
Simulium pontinum är en tvåvingeart som beskrevs av Rivosecchi 1960. Simulium pontinum ingår i släktet Simulium och familjen knott.
Artens utbredningsområde är Italien. Inga underarter finns listade i Catalogue of Life.